# راشد الصروان
راشد الصراون وكنيتة أبو زهير (مواليد 1905-وفيات (?)) هو ثائر فلسطيني، ولد في مدينة نابلس في فلسطين. شارك في ثورة فلسطين الكبرى، التي شهدتها فلسطين ما بين عامي 1936-1939 ضد الجيش البريطاني والعصابات الصهيونية.

## حياته
تزوج راشد الصروان من رشيدة مسعود هواش. رزق راشد بثماناََ من الأولاد وهم زهير، زهيرة، بهيرة، بدر بشيرة بشير نادية وسميرة.
كان راشد متعهد بناء، حيث أشتهرت عائلته الصروان بمهنة البناء، والتي هي فرع من عائلة صانع الخير والتي تتفرع منها عائلة حموده، صبيح، الصانع، الضلع والأسود. حكم عليه بالسجن عام 1938 لمده سنتان، وبعد ذلك أكمل نضاله حتى صدر حكم عليه بالإعدام عام 1943، ولكنه فر إلى الأردن، قام بتأسيس اتحاد عمال البناء في الأردن وأنضم بعد ذلك إلى اتحاد النقابات العمال بالأردن. قابل راشد العديد من رؤساء الدول منهم الملك حسين وجمال عبد الناصر وجوزيف تيتو.
كان راشد أول من أطلق الرصاصة الأولى مع مجموعة من الثوار. حيث صادف مرور قافلة من سيارت فيها يهود ومعهم حرس. وأطلقوا عليهم النار وإذ لم يكن معهم إلا عدد قليل من الطلقات، لذلك عادوا أدراجهم إلى المدينة وأصبح راشد يرابط مع الثوار كل ليلة في جهة خلاف الأخرى.